# جانی (بازیکن فوتبال، زاده ۱۹۸۵)
جانی (انگلیسی: Jony؛ زادهٔ ۲ آوریل ۱۹۸۵) بازیکن فوتبال اهل اسپانیا است.
از باشگاه‌هایی که در آن بازی کرده‌است می‌توان به باشگاه فوتبال رئال مادرید سی، باشگاه ورزشی رئال مایورکا، باشگاه فوتبال ریو آوه، باشگاه فوتبال میراندس، باشگاه فوتبال رئال مادرید کاستیا، باشگاه فوتبال آلکورکون، باشگاه فوتبال الچه، باشگاه فوتبال لاس پالماس، باشگاه فوتبال فیرنسی، باشگاه فوتبال کوپر، و باشگاه فوتبال والنسیا اشاره کرد.